# Efeito

Um desenho animado mostrando o efeito da sombra gerada pelo sol.

Efeito é um fenômeno ou o conjunto de fenômenos contrapostos a uma causa como resultados, na teoria da causalidade. Apresentam-se como característicos de certos processos físicos e químicos que podem ser reproduzidos em experiências ou são frequentemente observados na natureza. Em geral, a compreensão destes fenômenos implica avanços científicos consideráveis. Fisicamente, 'efeito' é a designação genérica de um fenômeno notável ou conspícuo por qualquer peculiaridade. É reconhecido, comumente, pela particularidade que o caracteriza ou pelo nome do observador que o descobriu. Na filosofia da mente, considera-se também a terminologia de causação, envolvendo efeitos chamados mentais ou psíquicos.